# Chicago Board Options Exchange

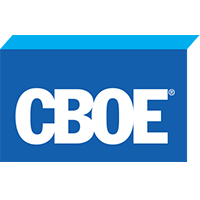
Logo van de Chicago Board Options Exchange

De Chicago Board Options Exchange (CBOE) is de grootste Amerikaanse effectenbeurs voor opties. In 1973 werd de CBOE opgericht en op 26 april van datzelfde jaar vindt er de eerste handel plaats. In 1984 waren de handelsfaciliteiten in het Chicago Board of Trade Building niet meer toereikend en verhuisde het bedrijf in februari 1984 naar het huidige gebouw van 10 verdiepingen. Dit gebouw ligt tegenover het Chicago Board of Trade Building en naast de Chicago Stock Exchange op 400 South LaSalle Street.